# Hermann von Suckow (Intendant)
Hermann von Suckow, vollständig: Hermann Ernst Adolf Wilhelm von Suckow (* 1. August 1820 in Toddin; † 1. Mai 1895 in Dresden) war ein deutscher Verwaltungsjurist, Großherzoglich Mecklenburg-Schwerinscher Kammerherr und Intendant des Seebads Heiligendamm.

## Leben
Hermann von Suckow entstammte der jüngeren mecklenburgische Linie des Adelsgeschlechts von Suckow und war der Sohn des Landdrosten (Viktor) August (Gottfried) von Suckow. Er erhielt seine schulische Ausbildung im Blochmannschen Institut, dem späteren Vitzthum-Gymnasium Dresden, wo er Schulkamerad des späteren Großherzogs Friedrich Franz II. war.
Er studierte Rechtswissenschaften, zunächst an der Universität Bonn, wo er 1840 Mitglied des Corps Borussia Bonn wurde, dann ab Januar 1842 an der Universität Rostock. In Rostock rekonstituierte er mit weiteren sieben Studenten das nach 1836 vorübergehend suspendierte Corps Vandalia Rostock. Zu Michaelis 1843 bestand er das juristische Examen und trat in den mecklenburgischen Staatsdienst. Anfang Juli 1850 wurde er zum Amtsverwalter und 4. Beamten beim Großherzoglichen Amt Schwerin ernannt.
Die Konversion seines wenig älteren Bruders Paul von Suckow (* 29. Januar 1818) zur römisch-katholischen Kirche machte auf ihn einen tiefen Eindruck. Mit Rücksicht auf seine streng protestantische Gemahlin und auf den ihm befreundeten Großherzog blieb er jedoch zunächst lutherisch. Die 1861 erschienene Schrift des Paderborner Bischofs Konrad Martin Ein bischöfliches Wort an die Protestanten Deutschlands überzeugte von Suckow dann doch zu konvertieren, und auf einer Reise nach Südwestdeutschland besuchte er 1864 Bischof Nikolaus von Weis in Speyer. Infolge seiner Unterredung mit dem Bischof legte er in Speyer das katholische Glaubensbekenntnis ab.
Schon 1858 war von Suckow vom Großherzog zum Intendanten und Director der Doberaner Bade-Anstalten in Bad Doberan und Heiligendamm berufen worden, was er auch nach seiner Konversion bleiben konnte. Aufsehen erregte seine Entscheidung, während des Kulturkampfs in den Lesehallen in Doberan und Heiligendamm die Auslage des Kladderadatsch zu untersagen, wofür ihn die Schriftleitung des Blattes als ultramontan charakterisierte.
Für die katholischen Badegäste erlangte er die Erlaubnis, ohne vorherige Anfrage für sie Gottesdienst halten zu lassen. Als 1873 die bis dahin großherzogliche Seebadeanstalt Heiligendamm an eine Aktiengesellschaft verkauft wurde, ließ der Großherzog auf Veranlassung von Suckows im Wald einen Bauplatz von 25 Quadratruten zum Bau einer katholischen Kapelle reservieren. Suckow übernahm auch die Sorge um die Sammlung der Baukosten. Ende 1882 konnte er einen Bauplan von Gotthilf Ludwig Möckel, damals noch in Dresden, überreichen. 1886 unternahm von Suckow eine Reise ins Rheinland, um die noch fehlende Summe zu sammeln, und im Sommer 1887 konnte der Bau begonnen werden. Die Herz-Jesu-Kapelle wurde am 23. August 1888 eingeweiht. 

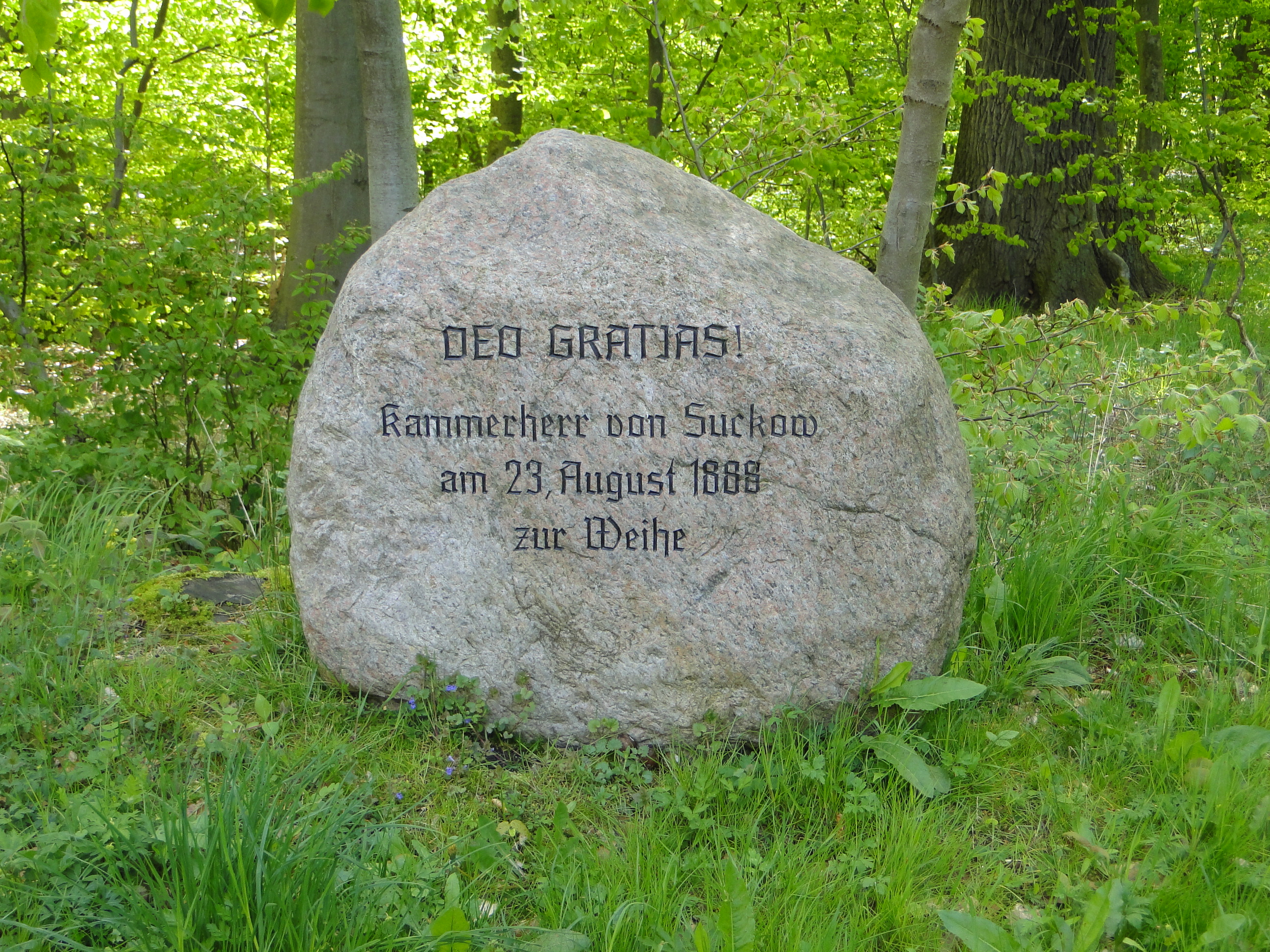
Gedenkstein

Neben der Kapelle erinnert ein Gedenkstein mit der Inschrift Deo Gratias (Dank sei Gott) an den Kammerherrn von Suckow und die Weihe der Kapelle.
Seine letzten Lebensjahre verbrachte von Suckow im Ruhestand in Dresden.

## Auszeichnungen
- Großherzoglicher Kammerherr, 26. Februar 1863[8]
- Preußischer Kronenorden 3. Klasse[9]

## Schriften
- Über zweckmäßige Bühnenleitung. Rostock: Stiller 1864
- Die Herz-Jesu-Kapelle am Heiligen Damm. In: Bonifacius-Blatt 1890, Nr. 3